# ام‌اس فوسین
ام‌اس فوسین (به انگلیسی: MS Phocine) یک کشتی است که طول آن ۱۲۱٫۴۸ متر (۳۹۸ فوت ۷ اینچ) می‌باشد.